# Led Zeppelin
Led Zeppelin is een voormalige Engelse rockband opgericht in 1968 door gitarist Jimmy Page, nadat hij als enige lid van The Yardbirds was overgebleven. Naast Page bestond Led Zeppelin uit Robert Plant (zang), John Paul Jones (bas en toetsen) en John Bonham (drums). Een van de bekendste nummers van Led Zeppelin is Stairway to Heaven, een lp-track die nooit op single werd uitgebracht. De groep werd ook bekend door improvisaties tijdens optredens: andere versies, waardoor de nummers zoals zij die daar ten gehore brachten niet identiek waren aan hoe ze de op plaat waren uitgebracht, wat bijdroeg aan de populariteit van illegale witte live-albums.

## Biografie

### The New Yardbirds
In juli 1968 bleef Jimmy Page als enige over van The Yardbirds. Er moest contractueel nog een aantal optredens in september gespeeld worden in Scandinavië. Page wilde Terry Reid als zanger, maar die had net een nieuw platencontract en beval Robert Plant aan. Deze bracht op zijn beurt drummer John Bonham mee. John Paul Jones, die al eerder met Page gewerkt had, werd bassist van de groep. Het allereerste nummer dat de groep samen speelde was Train kept a Rollin', een nummer dat de Yardbirds ook gespeeld hadden. De groep deed van 7 tot 17 september 1968 een achttal optredens in Denemarken, Zweden en Noorwegen onder de naam The New Yardbirds. Het eerste optreden was op 7 september 1968 in de Gladsaxe Teen Club in de plaats Gladsaxe te Denemarken. Andere Yardbirds-nummers die de groep speelde waren: Dazed and Confused en White Summer. Het eerste was een bewerking van een nummer van Jake Holmes dat zou verschijnen op het eerste album van Led Zeppelin. Het tweede was een nummer geschreven door Jimmy Page, dat op Little Games staat, een album van The Yardbirds uit 1967.

### Led Zeppelin

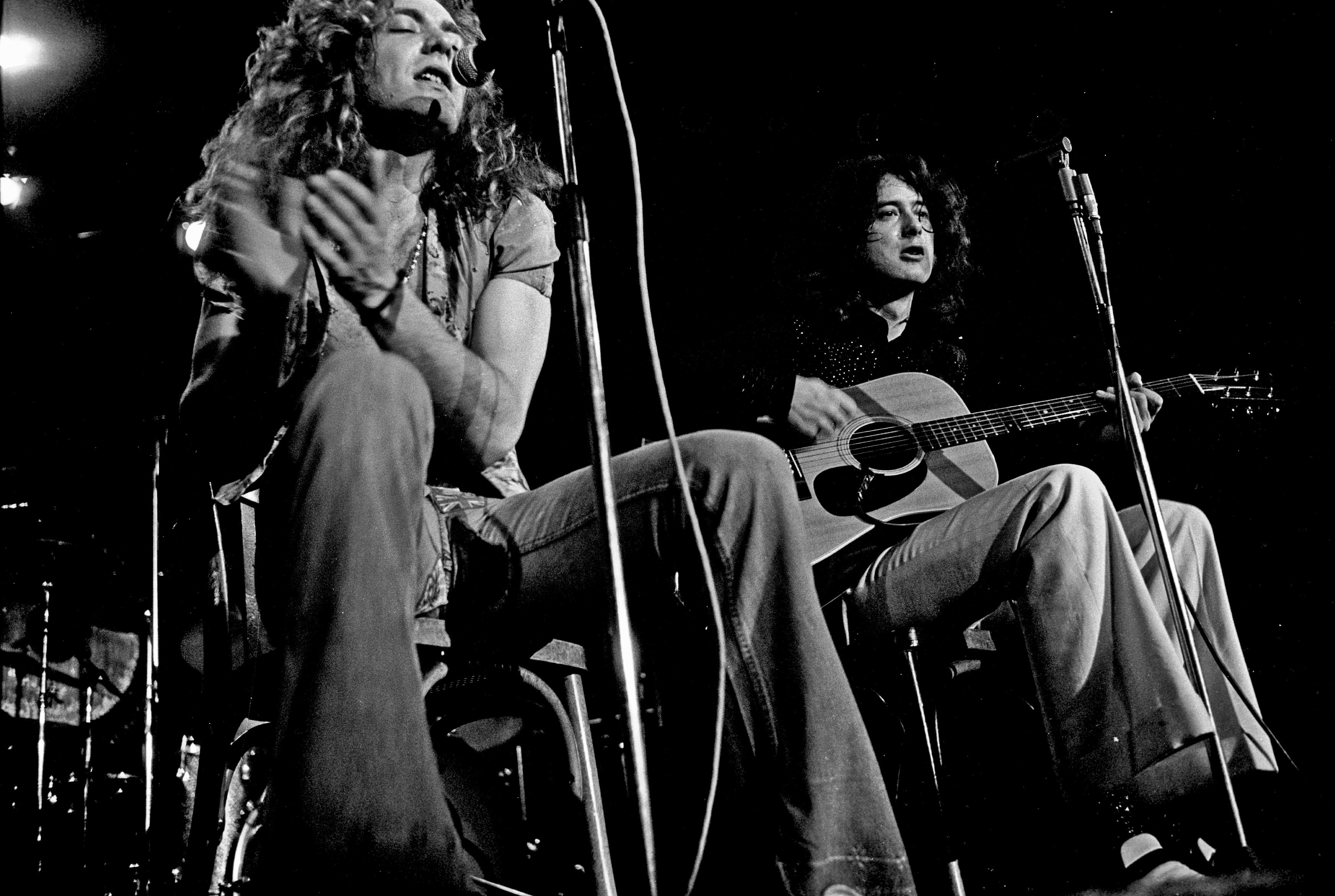
Robert Plant en Jimmy Page in Hamburg, maart 1973

In oktober 1968 nam de groep zijn eerste plaat op. Keith Moon, de drummer van The Who, had echter weinig vertrouwen in deze nieuwe band. Hij voorspelde dat de band 'would go down like a lead balloon' (zou neerstorten als een loden ballon). Dit inspireerde de bandleden om hun band Led Zeppelin te noemen en onder deze naam ging de groep op tournee door Engeland. Daarna begon een Amerikaanse tournee van 26 december 1968 tot 8 februari 1969. De setlist bestond voornamelijk uit songs van het eerste album. Daarnaast speelde de groep onder andere Killing Floor, een bluesnummer van Howlin' Wolf dat later in een bewerkte versie als The Lemon Song op Led Zeppelin II terechtkwam en Pat's Delight, een drumsolo van John Bonham die als Moby Dick ook op datzelfde album terechtkwam.
Op 12 januari 1969 kwam het eerste album Led Zeppelin uit, met zowel harde blues als akoestische nummers. In hetzelfde jaar kwam Led Zeppelin II uit, waarvan de nummers op verschillende plaatsen tijdens de tournees opgenomen waren. Op Led Zeppelin III zijn Engelse folk-invloeden te horen, een geluid dat op Led Zeppelin IV versterkt werd. Het vierde album werd, vanwege de in runentekens geschreven titel, ook wel The Runes Album genoemd. Op dit album staat onder meer Stairway to Heaven.
Drummer Bonham overleed op 25 september 1980. Eind 1980, enkele maanden na het overlijden van Bonham, hield Led Zeppelin op te bestaan. Postuum verscheen nog het album Coda, met daarop een aantal niet eerder verschenen nummers uit de periode 1969-1978.

## Optredens na 1980
In 1985 was er een speciaal optreden van de drie overgebleven bandleden (samen met Phil Collins en Tony Thomson van Chic op drums) op het liefdadigheidsconcert (Live Aid) in Amerika; ook bij het 40-jarig bestaan van hun platenmaatschappij Atlantic Records in 1988 traden ze nog een keer op, waarbij Jason Bonham, de zoon van John Bonham, de drummer was.
Op 10 december 2007 was er een eenmalig optreden, ook weer met Jason Bonham op drums, in de O2 Arena in Londen als eerbetoon aan hun overleden ontdekker, Ahmet Ertegün. Voor de 20.000 beschikbare kaarten waren er wereldwijd ongeveer 20 miljoen aanvragen. De pers was zeer lovend over dit reünieconcert en er waren daarna geruchten over een wereldtournee. Begin 2009 werd duidelijk dat Led Zeppelin niet meer ging toeren.

## Invloed

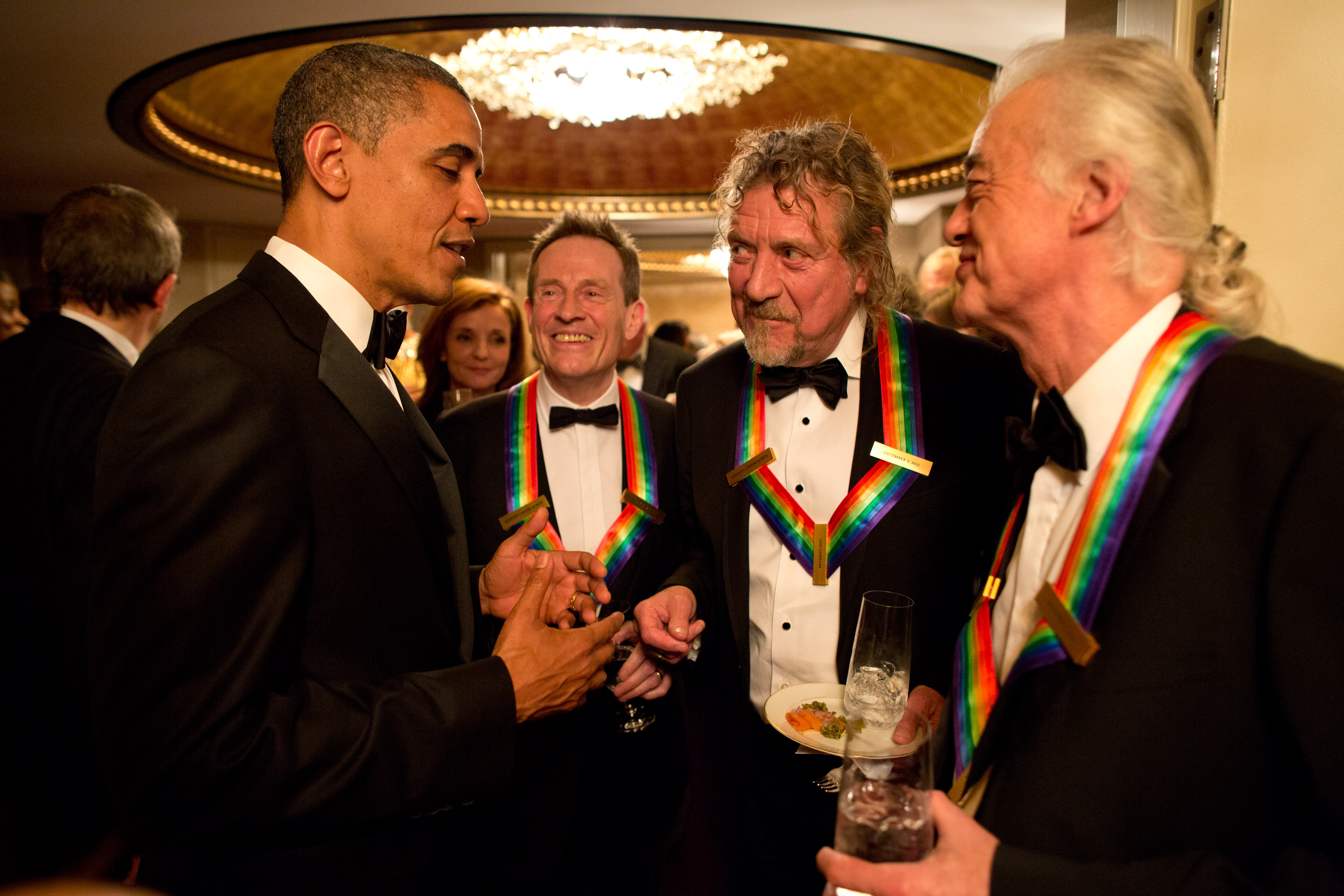
Amerikaans president Barack Obama en Led Zeppelin. John Paul Jones, Robert Plant en Jimmy Page, 2012 Kennedy Center Honors event

Led Zeppelin heeft wereldwijd meer dan 200 miljoen albums verkocht, waarvan 111,5 miljoen in de Verenigde Staten. Deze hoge verkoopcijfers zijn opmerkelijk, omdat de band maar zo'n tien jaar bestond en bovendien geen hitmachine was, maar het van de albums moest hebben. Nog steeds wordt Led Zeppelin als voorbeeld of inspiratiebron gezien door talrijke nieuwe muzikanten.

## Erkenning
- In 1995 opgenomen in de Rock and Roll Hall of Fame
- In 2005 kregen ze een Grammy Lifetime Achievement Award uitgereikt
- Door VH1 benoemd tot de beste hardrockgroep aller tijden

### Coverbands
- coverband die alleen maar uit vrouwen bestaat; Lez Zeppelin
- een reggaecoverband met een pseudo-Elviszanger: Dread Zeppelin
- een coverband in het Verenigd Koninkrijk: Letz Zep
- een Belgische professionele tributeband: Letz Zeppelin
- een aantal Nederlandse tributebands: Kashmir, Steeler en Physical Graffiti

## Optredens in Nederland
- 03/10/1969 Circustheater, Scheveningen
- 04/10/1969 De Doelen, Rotterdam
- 05/10/1969 Concertgebouw, Amsterdam
- 27/05/1972 Oude RAI, Amsterdam
- 11/01/1975 Ahoy Rotterdam
- 21/06/1980 Ahoy Rotterdam

## Discografie

### Albums
| Album                                                 | Verschijnen       | Label     | Type           | Hitlijsten | Hitlijsten | Hitlijsten | Hitlijsten | Hitlijsten | Hitlijsten | Hitlijsten  | Hitlijsten |
| Album                                                 | Verschijnen       | Label     | Type           | BE (VL)    | BE (VL)    | NL         | NL         | VK         | VS         |             |            |
| Album                                                 | Verschijnen       | Label     | Type           | Piek       | Weken      | Piek       | Weken      | Piek       | Piek       | Opmerkingen |            |
| ----------------------------------------------------- | ----------------- | --------- | -------------- | ---------- | ---------- | ---------- | ---------- | ---------- | ---------- | ----------- | ---------- |
| Led Zeppelin                                          | 12 januari 1969   | Atlantic  | Studio         | -          | -          | 14         | 14         | 6          | 7          |             |            |
| Led Zeppelin II                                       | 22 oktober 1969   | Atlantic  | Studio         | -          | -          | 1 (4 wk)   | 28         | 1          | 1          |             |            |
| Led Zeppelin III                                      | 5 oktober 1970    | Atlantic  | Studio         | -          | -          | 3          | 13         | 1          | 1          |             |            |
| Led Zeppelin IV                                       | 8 november 1971   | Atlantic  | Studio         | -          | -          | 7          | 11         | 1          | 2          |             |            |
| Houses of the Holy                                    | 23 maart 1973     | Atlantic  | Studio         | -          | -          | 3          | 8          | 1          | 1          |             |            |
| Physical Graffiti                                     | 24 februari 1975  | Swan Song | Studio         | -          | -          | 7          | 6          | 1          | 1          |             |            |
| Presence                                              | 31 maart 1976     | Swan Song | Studio         | -          | -          | 5          | 7          | 1          | 1          |             |            |
| The Song Remains the Same                             | 22 oktober 1976   | Swan Song | Live           | -          | -          | 19         | 2          | 1          | 2          |             |            |
| In Through the Out Door                               | 15 augustus 1979  | Swan Song | Studio         | -          | -          | 20         | 6          | 1          | 1          |             |            |
| Coda                                                  | 19 november 1982  | Swan Song | Studio         | -          | -          | -          | -          | 4          | 6          |             |            |
| Led Zeppelin Boxset                                   | 7 september 1990  | Atlantic  | Boxset         | -          | -          | -          | -          | 48         | 18         |             |            |
| Profiled                                              | 21 september 1990 | Atlantic  | Interviewalbum | -          | -          | -          | -          | -          | -          |             |            |
| Remasters                                             | 15 oktober 1990   | Atlantic  | Verzamel       | 46         | 4          | 33         | 23         | 10         | 47         |             |            |
| Led Zeppelin Boxset 2                                 | 21 september 1993 | Atlantic  | Boxset         | -          | -          | -          | -          | 56         | 87         |             |            |
| The Complete Studio Recordings                        | 24 september 1993 | Atlantic  | Boxset         | -          | -          | -          | -          | -          | -          |             |            |
| BBC Sessions                                          | 11 november 1997  | Atlantic  | Verzamel       | -          | -          | -          | -          | 23         | 12         |             |            |
| The best of Led Zeppelin - Early days                 | 23 november 1999  | Atlantic  | Verzamel       | -          | -          | -          | -          | 55         | 71         |             |            |
| The best of Led Zeppelin - Latter days                | 21 maart 2000     | Atlantic  | Verzamel       | -          | -          | -          | -          | 40         | 81         |             |            |
| The best of Led Zeppelin - Early days and latter days | 19 november 2002  | Atlantic  | Verzamel       | -          | -          | -          | -          | 11         | 114        |             |            |
| How the west was won                                  | 27 mei 2003       | Atlantic  | Live           | 9          | 8          | 47         | 13         | 5          | 1          |             |            |
| Mothership                                            | 12 november 2007  | Atlantic  | Verzamel       | 15         | 18         | 15         | 22         | 4          | 7          |             |            |
| Definitive collection                                 | 4 november 2008   | Atlantic  | Boxset         | -          | -          | -          | -          | -          | -          |             |            |
| Celebration day                                       | 19 november 2012  | Atlantic  | Live           | 5          | 48         | 2          | 32         | 4          | 9          |             |            |

### Singles
| Single                                       | Verschijnen       | Album                   | Hitlijsten | Hitlijsten | Hitlijsten | Hitlijsten | Hitlijsten | Hitlijsten |
| Single                                       | Verschijnen       | Album                   | BE (VL)    | BE (VL)    | NL         | NL         | VK         | VS         |
| Single                                       | Verschijnen       | Album                   | Piek       | Weken      | Piek       | Weken      | Piek       | Piek       |
| -------------------------------------------- | ----------------- | ----------------------- | ---------- | ---------- | ---------- | ---------- | ---------- | ---------- |
| Good Times Bad Times                         | 10 maart 1969     | Led Zeppelin            | -          | -          | 19         | 6          | -          | 80         |
| Whole Lotta Love                             | 7 november 1969   | Led Zeppelin II         | -          | -          | 4          | 14         | -          | 4          |
| Bron-Y-Aur Stomp                             | 5 oktober 1970    | Led Zeppelin III        | -          | -          | Tip 12     | -          | -          | -          |
| Immigrant Song                               | 5 november 1970   | Led Zeppelin III        | -          | -          | 11         | 8          | -          | 16         |
| Black Dog                                    | 2 december 1971   | Led Zeppelin IV         | -          | -          | 22         | 4          | -          | 15         |
| Rock and Roll                                | 21 februari 1972  | Led Zeppelin IV         | -          | -          | -          | -          | -          | 47         |
| Over the Hills and Far Away                  | 24 mei 1973       | Houses of the Holy      | -          | -          | Tip 7      | -          | -          | 51         |
| D'yer Mak'er                                 | 17 september 1973 | Houses of the Holy      | -          | -          | Tip 10     | -          | -          | 20         |
| The Ocean                                    | juni 1973         | Houses of the Holy      | -          | -          | -          | -          | -          | -          |
| Trampled Under Foot                          | 2 april 1975      | Physical Graffiti       | -          | -          | -          | -          | -          | 38         |
| Candy Store Tock                             | 18 juni 1976      | Presence                | -          | -          | -          | -          | -          | -          |
| Fool in the Rain                             | 7 december 1979   | In Through the Out Door | -          | -          | -          | -          | -          | 21         |
| Travelling Riverside Blues                   | 8 oktober 1990    | Led Zeppelin            | -          | -          | -          | -          | -          | -          |
| Baby Come on Home                            | 21 september 1993 | Led Zeppelin            | -          | -          | -          | -          | -          | -          |
| The Girl I Love She Got Long Black Wavy Hair | 11 november 1997  | BBC Sessions            | -          | -          | -          | -          | -          | -          |

### Video's
| Album                            | Verschijnen      | Label        | Type | Hitlijsten | Hitlijsten | Hitlijsten | Hitlijsten | Hitlijsten | Hitlijsten | Hitlijsten |
| Album                            | Verschijnen      | Label        | Type | BE (VL)    | BE (VL)    | NL         | NL         | VK         | VS         | |
| Album                            | Verschijnen      | Label        | Type | Piek       | Weken      | Piek       | Weken      | Piek       | Weken      | Opmerkingen |
| -------------------------------- | ---------------- | ------------ | ---- | ---------- | ---------- | ---------- | ---------- | ---------- | ---------- | --- |
| The Song Remains the Same (film) | 31 december 1999 | Warner Bros. | Dvd  |            |            | 3          | 5          |            |            | Concert in Madison Square Garden uit 1973 |
| Led Zeppelin DVD                 | 26 mei 2003      | Atlantic     | Dvd  |            |            | 2          | 18         |            |            | Dubbel-dvd, de eerste dvd is een registratie van het concert in de Royal Albert Hall uit 1970, de tweede bevat delen uit vijf concerten vanaf 1973 tot 1979 |
| Mothership                       | 12 november 2007 | Atlantic     | Dvd  |            |            |            |            |            |            | Dvd behorende bij een dubbel-cd. Er zijn twee versies uitgekomen, beide een collector's item                                                                |
| Celebration Day                  | 19 november 2012 | Atlantic     | Dvd  |            |            | 8          | 4          |            |            | |

## Hitlijsten

### NPO Radio 2 Top 2000
| Nummers met noteringen in de NPO Radio 2 Top 2000 | '99 | '00 | '01 | '02 | '03 | '04 | '05 | '06 | '07 | '08 | '09 | '10 | '11 | '12  | '13 | '14 | '15 | '16  | '17  | '18  | '19  | '20  | '21  | '22  | '23  | '24  |
| ------------------------------------------------- | --- | --- | --- | --- | --- | --- | --- | --- | --- | --- | --- | --- | --- | ---- | --- | --- | --- | ---- | ---- | ---- | ---- | ---- | ---- | ---- | ---- | ---- |
| Black Dog                                         | -   | -   | -   | -   | -   | -   | -   | -   | -   | -   | -   | -   | -   | -    | -   | -   | -   | 1700 | 1797 | 1474 | 1594 | 1720 | 1713 | 1831 | 1835 | 1762 |
| Dazed and Confused                                | -   | -   | -   | -   | -   | -   | -   | -   | -   | -   | -   | -   | -   | -    | -   | -   | -   | 1076 | 1102 | 1311 | 1244 | 1444 | 1457 | 1474 | 1544 | 1496 |
| Immigrant Song                                    | -   | 672 | -   | -   | -   | -   | -   | -   | -   | -   | 413 | 446 | 417 | 300  | 351 | 420 | 500 | 803  | 485  | 424  | 457  | 514  | 574  | 590  | 655  | 670  |
| Kashmir                                           | -   | -   | -   | -   | -   | -   | -   | -   | -   | -   | -   | -   | -   | 1032 | 520 | 167 | 182 | 258  | 251  | 275  | 296  | 320  | 299  | 258  | 299  | 274  |
| Rock and Roll                                     | -   | -   | -   | -   | -   | -   | -   | -   | -   | -   | -   | -   | -   | -    | -   | -   | -   | 1565 | 1647 | 1592 | 1563 | 1769 | 1769 | 1882 | -    | -    |
| Since I've Been Loving You                        | -   | -   | -   | -   | -   | -   | -   | -   | -   | -   | -   | -   | -   | -    | -   | -   | -   | 921  | 855  | 1007 | 1052 | 1122 | 1225 | 1259 | 1304 | 1385 |
| Stairway to Heaven                                | 4   | 3   | 4   | 4   | 4   | 4   | 5   | 5   | 5   | 5   | 4   | 5   | 5   | 3    | 3   | 3   | 5   | 3    | 3    | 4    | 5    | 5    | 7    | 6    | 6    | 7    |
| Whole Lotta Love                                  | 209 | 120 | 185 | 132 | 93  | 124 | 158 | 192 | 211 | 151 | 93  | 136 | 135 | 91   | 86  | 96  | 125 | 124  | 130  | 141  | 166  | 176  | 185  | 222  | 259  | 265  |

1. ↑  Een '-' betekent dat het nummer niet was genoteerd en een vetgedrukt getal geeft de hoogste notering van een nummer aan.

### Nummers in deTijdloze 100vanStudio Brussel
| De Tijdloze        | '87 | '88 | '90 | '91 | '92 | '93 | '94 | '95 | '96 | '97 | '98 | '99 | '00 | '01 | '02 | '03 | '04 | '05 | '06 | '07 | '08 | '09 | '10 | '11 | '12 | '13 | '14 | '15 | '16 | '17 | '18 |
| ------------------ | --- | --- | --- | --- | --- | --- | --- | --- | --- | --- | --- | --- | --- | --- | --- | --- | --- | --- | --- | --- | --- | --- | --- | --- | --- | --- | --- | --- | --- | --- | --- |
| Kashmir            | -   | -   | -   | -   | -   | -   | -   | -   | -   | -   | -   | -   | -   | -   | -   | -   | -   | -   | -   | -   | -   | -   | -   | -   | -   | -   | -   | 69  | 55  | 71  | 60  |
| Stairway to Heaven | 7   | 5   | 3   | 4   | 4   | 4   | 3   | 4   | 3   | 3   | 3   | 3   | 3   | 4   | 7   | 6   | 7   | 6   | 7   | 5   | 4   | 3   | 2   | 3   | 2   | 1   | 4   | 6   | 5   | 7   | 7   |
| Whole Lotta Love   | -   | -   | 54  | 65  | 67  | 37  | 30  | 59  | 40  | 54  | 48  | 80  | 76  | 88  | 82  | 100 | 72  | 98  | 78  | 46  | 45  | 42  | 62  | 82  | 51  | 57  | 41  | 41  | 57  | 73  | 66  |